# Sam Samson
Harald Leander "Sam" Samson, född 9 april 1907 i Grängesberg, död 3 juli 1997 i Ludvika, var en svensk kompositör, kapellmästare, arrangör och pianist.

## Biografi
I Samsons hem fanns både dragspel och orgel. En intresserad lärarinna lärde honom noter och orgelspel och han debuterade i sin hembygds Grängesberg som dragspelare i dansbandet Lilla Kapellet 1919.  Han gick en traditionell pianistutbildning vid Karl Wohlfarts musikskola i Stockholm. Men en tilltänkt karriär via Kungliga Musikhögskolan avbröts och han övergick 1927 till dansmusiken på heltid, med engagemang på högfjällshotell och badorter. Med jazz som konsertmusik på repertoaren turnerade han med ett eget band i Bergslagen 1928. Turnén blev dock ett ekonomiskt fiasko och fick avbrytas. De följande åren hade han engagemang på olika platser innan han 1931 kom till danssalongen Wauxhall i Göteborg, där han var orkesterledare fram till sin flyttning till Stockholm och Salle de Paris 1936. Under de följande åren spelade han in flera skivor, på många olika skivmärken, med en medelstor ensemble och fick ett antal arrangemang publicerade i den ansedda brittiska tidskriften Melody Maker. I mitten av 1940-talet flyttade Samson till Berns Salonger och han medverkade även flitigt i radio.
Samson var även en framgångsrik schlagerkompositör och startade ett eget musikförlag samt drev en arrangörsfirma, som levererade repertoar till olika svenska orkestrar, tillsammans med kompanjonen Gösta Theselius.    
År 1968 flyttade Sam Samson med sin hustru till Kanarieöarna, och 1977 slutade han helt som yrkesmusiker. De bodde sedan ömsom i Spanien och ömsom i Sverige. Sam Samson avled i Grängesberg 1997.

## Filmmusik i urval
- 1942 – Olycksfågeln nr 13
- 1943 – Professor Poppes prilliga prillerier
- 1944 – Örnungar
- 1944 – En dotter född
- 1952 – Snurren direkt

## Filmografi
- 1946 – 100 dragspel och en flicka
- 1949 – Gatan